# Ligne de Ploërmel à La Brohinière
La ligne de Ploërmel à La Brohinière est une ancienne ligne de chemin de fer transversale française, à écartement standard et à voie unique, située dans les départements du Morbihan et d'Ille-et-Vilaine en région Bretagne. Prolongement de l'ancienne ligne de Questembert à Ploërmel, embranchement de la ligne de Savenay à Landerneau, elle reliait l'ancien nœud ferroviaire de la gare de Ploërmel à la gare de La Brohinière sur la ligne de Paris-Montparnasse à Brest.
Fermée au service des voyageurs en 1973, elle est, dans sa totalité, fermée à tout trafic dans les années 1990. La section de Ploërmel à Mauron, déclassée en 1994, a été rachetée par le département du Morbihan et réaménagée en voie verte en 2004. La section de Mauron à La Brohinière, réhabilité en ligne de fret, a rouvert en 2009. Son trafic, plus difficile à générer que prévu, n'a pas de circulations depuis 2018.
Elle constitue la ligne numéro 472 000 du réseau ferré national.

## Histoire

### Chronologie
- 13 juin 1878, déclaration d'utilité publique,
- 17 juillet 1883, concession à la Compagnie des chemins de fer de l'Ouest[3],
- 6 avril 1884, ouverture de l'exploitation par la Compagnie de l'Ouest[3].
- 6 mars 1972, fermeture du service des voyageurs[4].

### Origine: chemin de fer de Ploërmel à Caulnes
La ligne trouve son origine dans un projet transversal de chemins de fer qui raccordent la ligne du sud de la Bretagne, de Savenay à Landerneau de la Compagnie d'Orléans, à celle du centre, de Rennes à Brest de la Compagnie de l'Ouest. Le projet est celui d'un chemin de fer de Ploërmel à Caulnes en prolongement de celui de Questembert à Ploërmel. Il est précisé que l'embranchement sur la ligne de Rennes à Brest sera situé au lieu-dit La Brohinière. La station de bifurcation doit être créée entre celles de Montauban (à 5 km) et Caulnes (à 9 km). Le tracé, long de 42 km) dont 23,1 km dans le Morbihan et 19,5 km en Ille-et-Vilaine, comporte cinq stations intermédiaires à Loyat, Bois-de-la-Roche, Mauron, Gaël et Saint-Méen.
Le « chemin de fer de Ploërmel à Caulnes » est déclaré d'utilité publique par une loi du 13 juin 1878 concernant divers chemins de fer. Cette déclaration est faite à titre d'intérêt général et le ministre des travaux publics est autorisé à ouvrir les chantiers dans la limite du volume de dépenses prévues par des lois.

### Ligne de Ploermël à la Brohinière
L'État commence les travaux en décembre 1880. À la fin de ce premier mois l'ensemble de la ligne est en chantier et la dépense engagée est de 90 000 francs. Le 28 août 1882, à Rennes, est procédé à l'adjudication des travaux de ballastage et pose de voie du chemin de fer de Ploermël à la Brohinière.
L'État, représenté par le Ministre des Travaux publics, et la Compagnie des chemins de fer de l'Ouest signent le 17 juillet 1883 une convention pour le transfert à la compagnie d'un nombre important de chemins de fer de la région Ouest. Celui « de Ploermël à la Brohinière » fait partie des lignes dont la construction est presque achevée mais que l'État terminera lui-même pour qu'elle puisse être livrée à l'exploitation par la Compagnie. Cette convention inclut également le prolongement de la ligne par le chemin de fer de La Brohinière à Dinan et Dinard. Cette convention est approuvée par une loi du 20 novembre suivant. 
Le 29 novembre 1883, un accident a lieu près de la gare de Saint-Méen. Vers 19 h 30, une locomotive quitte la gare en poussant un wagon plate-forme, où sont installés 38 terrassiers de l'entreprise Astruc et Cazelles. Peu après elle rencontre un train venant en sens inverse sur la ligne à voie unique. Le choc frontal entre les deux convois a pour bilan : 18 tués et 18 blessés. Jules Fouilloux, conducteur de travaux de l'entreprise, a été condamné à trois mois de prison pour avoir donné le départ de Saint-Méen sans attendre la dépêche qui devait lui indiquer si la voie était libre.
Au 31 décembre 1883 les dépenses engagées par l'État sont de 4 819 000 fr il reste encore 259 000 fr à faire.
La ligne est officiellement ouverte le 6 avril 1884 par la compagnie de l'Ouest.
En 1908, le parcours de la totalité de la ligne s'effectue en environ une heure pour un coût de 4,70 fr, ou 3,20 fr, ou 2,05 fr, suivant la classe.

Des gares intermédiaires vers 1900
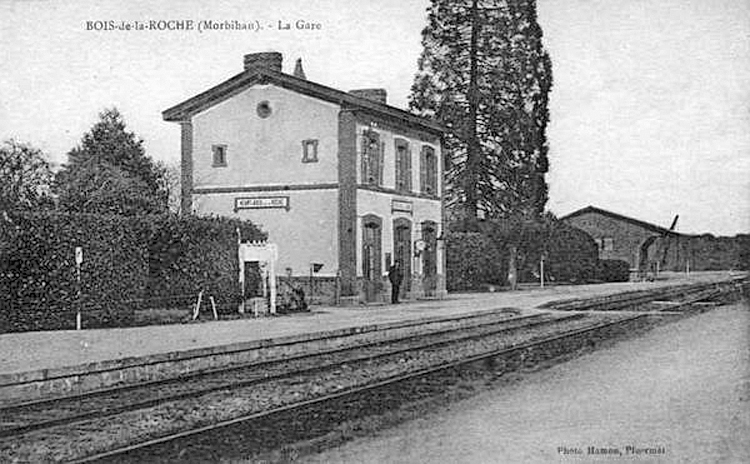
Néant - Bois-de-la-Roche.
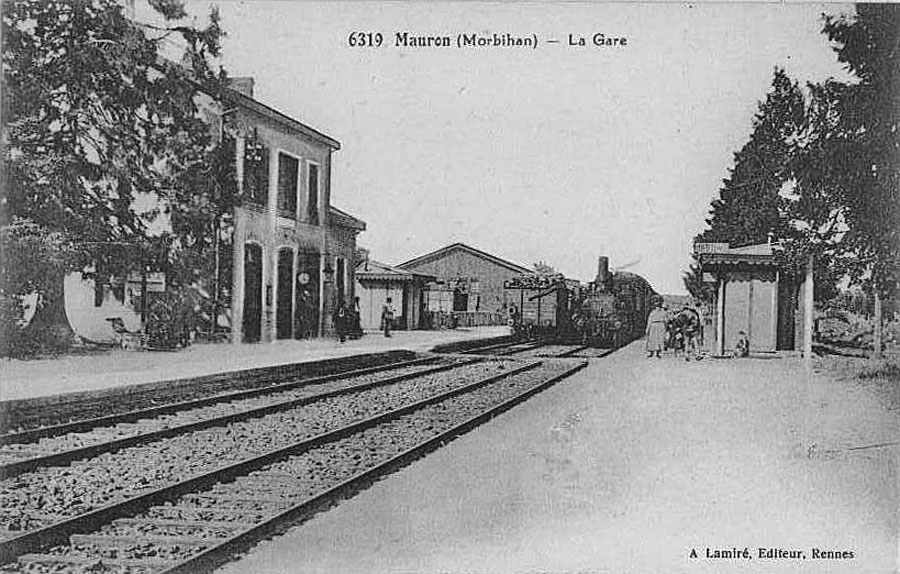
Mauron.
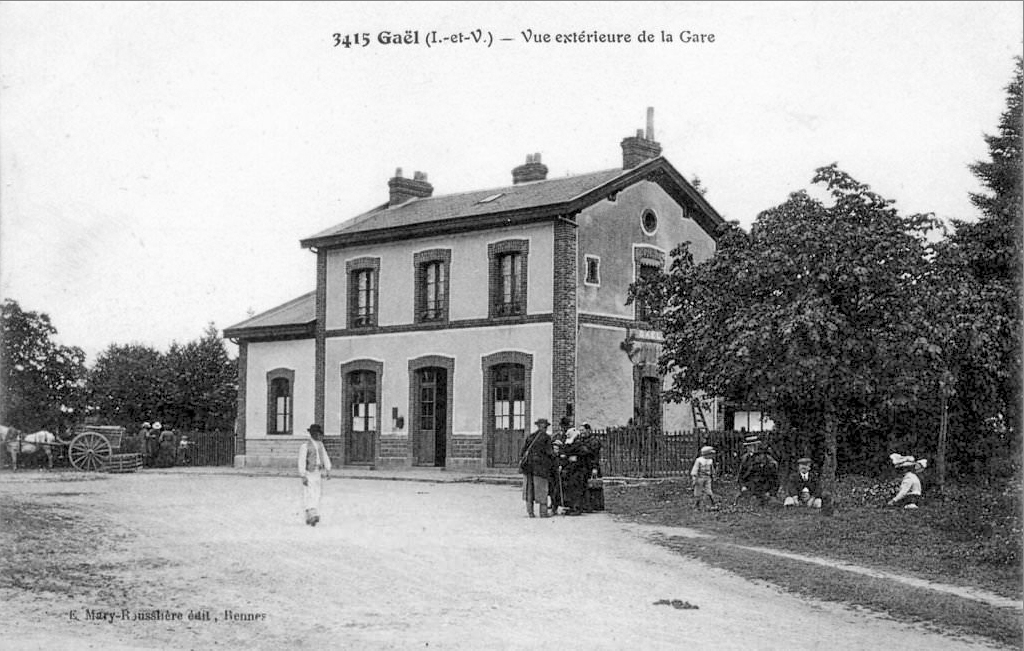
Gaël.

La ligne est reprise par la Société nationale des chemins de fer français (SNCF) lors de la nationalisation au 1er janvier 1938.
La fermeture officielle du service des voyageurs intervient, sur la totalité de la ligne, le 6 mars 1972.
À partir de 1993 l'histoire de la ligne n'est plus commune dans son ensemble, le tronçon de La Brohinière à Mauron va poursuivre une page ferroviaire alors que celui de Mauron à Plôermel voit son avenir lié à celui de la ligne de Questembert à Ploërmel.
La section de Poërmel à Mauron (PK 33,173 à 52,150) est déclassée le 17 octobre 1994,. Puis la section du PK 52,150 au PK 54,000 est retranchée du réseau national le 18 juillet 2005 et déclassée le 4 juin 2008.
Elle est ensuite rachetée par le département et devient une portion de la voie verte de Mauron à Questembert.

### De Mauron à La Brohinière
L'avenir de la section de Mauron à La Brohinière, à l'abandon depuis la fermeture du service des marchandises en 1998, est en 2004 de nouveau ferroviaire depuis qu'elle apparait comme un facteur facilitant pour la réalisation de plusieurs importants projets industriels sur les territoires des communautés de communes de Mauron, dans le Morbihan, et Saint-Méen-le-Grand, en Ille-et-Vilaine. Le tour de table pour le financement d'une étude de faisabilité et du coût nécessaire à la réhabilitation de la ferrée réunit déjà le conseil régional, les conseils généraux des deux départements et les communautés de communes de Mauron et Saint-Méen-le-Grand. Les projets de création concernent notamment : une délocalisation d'un site de l'usine PSA de Rennes, pour stocker et déconstruire des voitures, et une plateforme pour la grande distribution. Par ailleurs, la Société armoricaine d'investissement (SAI) qui travaille dans le secteur de la métallurgie à Mauron est également intéressée.
En 2005, la décision d'implantation d'une plateforme logistique à Gaël, donne du sens au projet de réouverture d'un trafic de fret sur la ligne, après de multiples négociations le projet est devenu réalité avec la réalisation, par tranches, d'importants travaux de réhabilitation de la voie. Les 13,7 km entre La Brohinière et Saint-Méen sont de nouveau opérationnels le 25 mars 2009, le premier train de fret circule le 31 mars 2009, le tronçon de Saint-Méen est ouvert fin avril et les travaux pour le dernier tronçon de Gaël à Mauron sont en cours.
Le projet d'une « gare de ferroutage » (cross docking), sur le site des Pierres Blanches situé sur les communes de Mauron et Saint-Léry, est abandonné en juin 2012. Cette décision, prise par le Conseil général du Morbihan, serait due à l'impossibilité de maitrise du foncier nécessaire (100 hectares). Elle a pour conséquence de bloquer le projet de rénovation de la voie entre Saint-Léry et la gare de Mauron.

## Caractéristiques

### Tracé
Longue de 41 kilomètres, la ligne a un profil en dents de scie avec des pentes de 15‰, au maximum, dans les deux sens.
En quittant la Ploërmel, la ligne descend vers l"Étang au Duc qu'elle longe jusqu'à la gare de Loyat, située, sur la rive gauche de l'Yvel, au sud-est de la localité.

### Équipement
La section de Mauron à La Brohinière est une ligne fret non électrifiée à voie unique.

### Vitesse limite
Depuis le réaménagement de la voie, entre Mauron et La Brohinière, la vitesse limite est de 30 km/h sur cette section ouverte uniquement pour un trafic marchandises avec une charge maximum de 20 tonnes par essieu.